# Walking with Dinosaurs (película)
Walking with Dinosaurs (titulada Caminando entre dinosaurios en España y Caminando con dinosaurios en Hispanoamérica) es una película estadounidense para niños estrenada en 2013 y derivada de la franquicia de documentales iniciada en 1999 con la serie documental de la BBC de mismo título.
Esta versión cinematográfica infantil fue dirigida por Barry Cook y Neil Nightingale y estrenada el 19 de diciembre de 2013 en el Reino Unido. En su versión original en inglés cuenta con las voces de Charlie Rowe, Karl Urban, Angourie Rice, John Leguizamo, Justin Long, Skyler Stone, Tiya Sircar y Clay Savage.

## Sinopsis
La historia comienza en la Alaska prehistórica, a finales del período Cretácico, hace 68 millones de años, con Patch, un joven Pachyrhinosaurus, y su familia. Patch es el pequeño de la manada, y nadie espera que vaya a llegar muy lejos. Pero Patch tiene un espíritu fuerte y un gran corazón: cuanto le falta en materia de fuerza física lo compensa con una gran tenacidad.
El argumento central de la película sigue a Patch y a su familia en la larga migración anual para encontrar comida, un viaje sembrado de peligros, aunque en él Patch y su familia también encontrarán amigos y muchas aventuras.

## Producción
Walking with Dinosaurs, llamada así por la miniserie de televisión de 1999 de la BBC, fue producida por BBC Earth, una rama de BBC Worldwide que fue lanzada en 2009. La película fue dirigida por Barry Cook, quien fue director de Mulan (1998) y el codirector de Arthur Christmas (2011), así como por Neil Nightingale, director creativo de BBC Earth. El guion fue escrito por John Collee. Nightingale y la directora general de BBC Earth Amanda Hill buscaban producir adaptaciones fílmicas para extender la programación de la rama dedicada a la naturaleza. Los dos fueron inspirados por regresos como los de Deep Blue (2003) y Earth (2007), los cuales eran versiones cinematográficas editadas de sus respectivas series de documentales sobre naturaleza. En junio de 2010, BBC Earth hizo un acuerdo con Evergreen Films, localizada en Estados Unidos, para producir un filme que mostrara dinosaurios. En noviembre de ese año, BBC Earth realizó un trato con Reliance Big Entertainment para financiar la producción de tres películas, incluyendo a Caminando con Dinosaurios. El trató inicial hacía que Pierre de Lespinois de Evergreen Films y Neil Nightingale fueran los codirectores de la película. Barry Cook, quien se unió a la producción en marzo de 2010, eventualmente reemplazaría a de Lespinois como director.
El presupuesto total de producción fue de 80 millones de dólares. Cerca del 70% del presupuesto fue provisto cuando IM Global, una compañía de ventas y finanzas apoyada por Reliance, vendió los derechos de la película a varias distribuidoras en el American Film Market en noviembre de 2010. El presupuesto terminó de ser cubierto gracias a las exenciones tributarias ofrecidas por filmar en Alaska y en Nueva Zelanda. IM Global cubrió solo el 15% del presupuesto de manera directa. La revista Forbes llamó a Walking with Dinosaurs una película independiente con un poco convencional presupuesto grande dado que la producción no se originó en un estudio grande. Como Nightingale explicó, "Fue financiado originalmente por... Reliance, y entonces lo vendimos rápidamente a 20th Century Fox para la mayor parte del mundo, y a una serie de otras distribuidoras en algunos países, y esta no es una vía inusual para un filme independiente — en otras palabras, una película que no es de un estudio y que no se originó de un estudio grande."

### Filmación

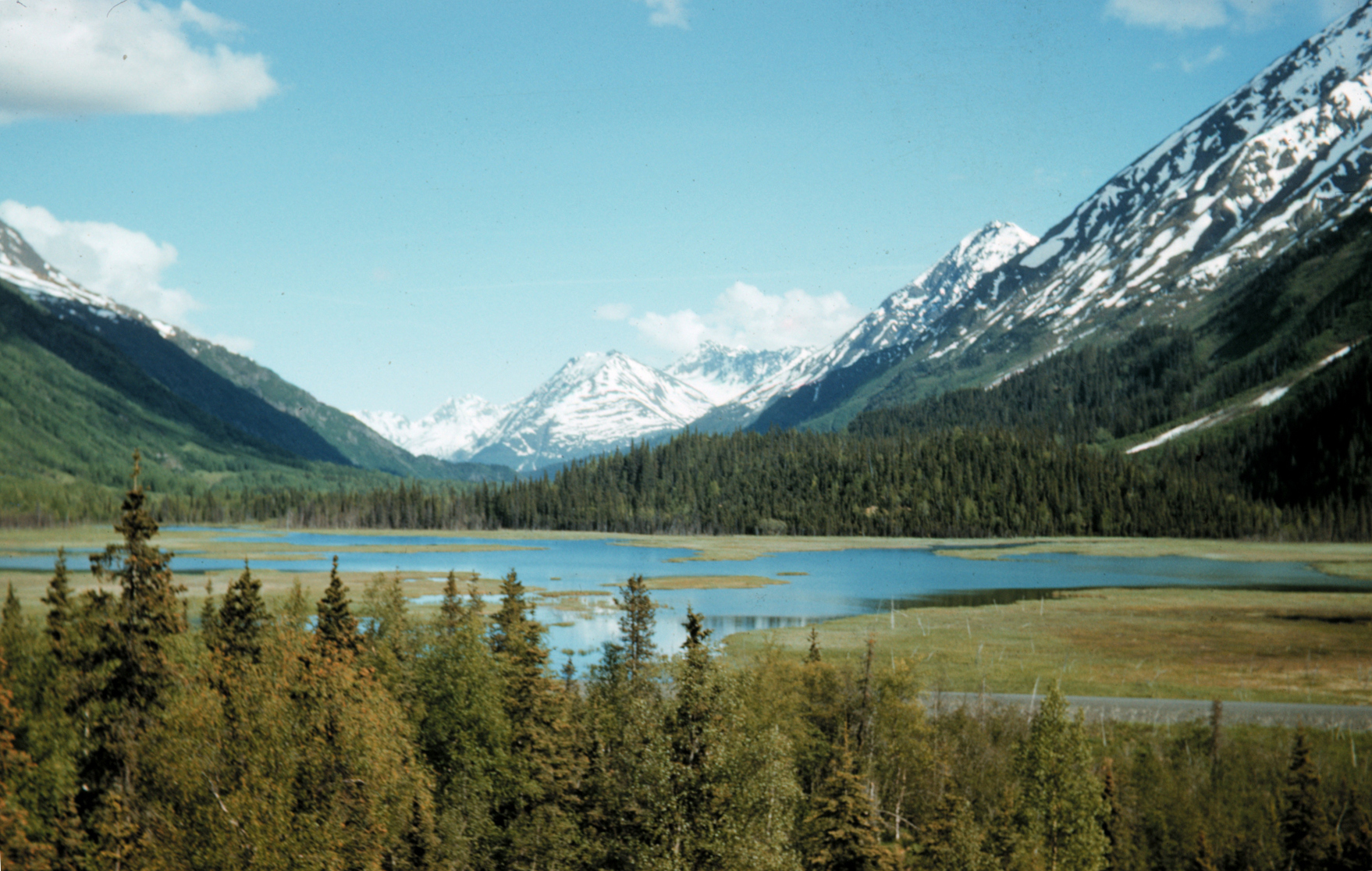
Los directores filmaron en la península de Kenai, en Alaska, para que sirviera como telón de fondo para los dinosaurios animados por computadora.

La película muestra criaturas animadas por computadora en escenarios de acción real. La filmación se realizó en Nueva Zelanda y en la parte sur del estado estadounidense de Alaska. Según dijo el director Nightingale, "[Ellos] tenían esta clase de clima templado el cual representa muy el bien el de ese período. El mundo era un poco más cálido entonces, por lo que ellos pudieron tener 24 horas de luz solar en el verano y 24 horas de oscuridad en el invierno." La filmación empezó en 2011 en Alaska, en donde se halla la sede principal de Evergreen Films. En la segunda mitad de 2011, más de 55 personas estaban trabajando en la oficina de Evergreen en la ciudad de Anchorage.
Aunque los dinosaurios de la película vivieron en Alaska durante el período Cretácico Superior hace aproximadamente 70 millones de años, ellos vivieron en la zona más al norte gracias al clima de ese período. Los cineastas consideraron que los bosques húmedos del sureste de Alaska bajo el círculo polar ártico son parecidos al clima que experimentaron los dinosaurios, por lo que filmaron allí y en la zona sur-central de Alaska. Las localizaciones específicas incluyeron la mina Crow Creek cerca de Girdwood (Alaska) y la península de Kenai. En 2012, la gobernación del estado de Alaska le otorgó a las compañías de la producción un subsidio de $1.7 millones de dólares. La filmación adicional también tuvo lugar en la Isla Sur de Nueva Zelanda. Para una escena de persecución en un río, se realizó la filmación en rápidos en Nueva Zelanda usando un helicóptero y con un aparejo para cámara 3D en un bote inflable. En las localizaciones, el equipo construyó siluetas de dinosaurios en tubos de PVC para poder darle a los cineastas un sentido del tamaño de los dinosaurios cuando filmaban el fondo de acción real.

### Animación
El trabajo de animación fue realizado por la compañía australiana Animal Logic, la cual se unió a la producción en enero de 2011. Su participación con la producción creó 140 puestos de trabajo en Nueva Gales del Sur. El director de animación de la compañía para Walking with Dinosaurs fue Marco Marenghi, quien ya había trabajado en miniseries de la BBC. La compañía colaboró con el productor de animación Jinko Gotoh, quien había contribuido en los filmes Buscando a Nemo (2003) y 9 (2009).
El diseñador de personajes fue David Krentz, quien ya había trabajado en la película de Disney Dinosaurio (2000), diseñando cerca de 20 criaturas para la película y trabajando con 6 paleontólogos. Los personajes se basaron en las especies halladas en sitios fósiles de Alaska y el norte de Canadá. Krentz diseñó en principio las criaturas a lápiz para luego modelarlas con el software ZBrush y así enviárselas a los animadores. Adicionalmente, los paleontólogos suministraron a Animal Logic dibujos técnicos de los esqueletos de los dinosaurios, de modo que los animadores pudieran construir los esqueletos virtualmente. Los animadores colaboraron con los paleontólogos para validar los movimientos básicos de los dinosaurios animados. Se usó el software para añadir músculos que encajaran con los movimientos. Animal Logic adaptó el programa Quill, el cual había sido usado para animar plumas de pingüino en su trabajo en Happy Feet (2006), en un nuevo programa llamado RepTile para animar la piel y escamas de los dinosaurios. También se añadieron plumas a algunos de los dinosaurios, incluyendo a los Troodon y al Hesperonychus. La paleta de colores y el patrón de plumas del faisán dorado fueron usados para la apariencia del Hesperonychus. La unidad de archivos de historia natural fue usada para crear una "matriz de comportamientos" que coincidiera con poses anatómicamente correctas para los dinosaurios de acuerdo con sus estados de ánimo. Por último, Animal Logic creó 800 tomas animadas para la película, las cuales de acuerdo con el director Cook son un número bajo para una película animada.
Los efectos en 3D para la animación fueron logrados con el sistema Fusion 3D, el cual fue usado para las películas Avatar (2009), Transformers: el lado oscuro de la luna (2011), y transmisiones en vivo de deportes en 3D. El director de fotografía John Brooks trabajó con consultores y estereográfos del Cameron Pace Group para usar una instalación de dos cámaras y captar así el filme en 3D.

### Musicalización
Paul Leonard-Morgan compuso la banda sonora para Walking with Dinosaurs. Él se unió a la producción en julio de 2013. La Orquesta Fílmica Alemana Babelsberg interpretó la partitura en el Estudio Babelsberg en Potsdam, Alemania, en donde fue grabada. El ingeniero Rupert Coulson entonces mezcló la música en los Estudios AIR en Londres, Inglaterra. Leonard-Morgan luego partió hacia Los Ángeles, California para realizar el proceso de doblaje de la música para la película. La partitura de Leonard-Morgan fue una de las 114 composiciones originales de filmes destacados que fueron elegidos por la Academia de Artes y Ciencias Cinematográficas para ser elegidos al Óscar a la mejor banda sonora en los Premios Óscar de 2013, aunque no resultó nominada.
| Música adicional |                                              |               |          |  |
| N.º              | Título                                       | Música        | Duración |  |
| 1.               | «Calling All Hearts»                         | Sanford Clark |          |  |
| 2.               | «What A Difference A Day Makes»              | Tim Myers     |          |  |
| 3.               | «I'm Gonna Love You Just a Little More Baby» | Barry White   |          |  |
| 4.               | «Tusk»                                       | Fleetwood Mac |          |  |
| 5.               | «Ends of the Earth»                          | Lord Huron    |          |  |
| 6.               | «Live Like A Warrior»                        | Matisyahu     |          |  |

### Voces en off
En la película, los actores le dieron voz a las criaturas protagonistas. El director Barry Cook comentó que el plan original para el filme era que no tuviera diálogo o narración alguna. Según dijo, "Yo pensé que originalmente, estábamos buscando una película que pudiera mantenerse por sí misma, como una película virtualmente muda... Se podría quitar la banda sonora y aún sentirse involucrado con la historia y sentir las emociones de los personajes. En su versión final, la película tiene una narración e iría dentro de las cabezas de los animales, de modo que se puede oír lo que están pensando." Los ejecutivos de la 20th Century Fox, una de las principales distribuidoras de la película, vieron un primer corte y pensaron que la película necesitaba de las voces para que los niños en la audiencia pudieran conectarse con los personajes.
El diseñador de personajes de la película David Krentz comentó al respecto, "Aunque la producción se fue apartando de ser muy realista, la animación aún se desempeña de manera independiente. Los ejecutivos decidieron añadir la narración y las voces para poder alcanzar a una audiencia más amplia y los personajes se hicieron levemente antropomorfizados para hacerlos más atractivos a los niños más pequeños." El paleontólogo Steve Brusatte respondió al cuestionamiento del periódico The Scotsman acerca del "peligro de antropomorfizar" a los dinosaurios: "Las voces son una especie de compromiso; los labios de los dinosaurios no se mueven, ellos no sonríen ni tienen expresiones faciales humanas ni nada como eso... Ellos solo están antropomorfizados a un pequeño grado y esto es necesario para una película como esta."

### Reparto
| Personaje        | Actor original | Actor de doblaje                       | Actor de doblaje                              |
| ---------------- | -------------- | -------------------------------------- | --------------------------------------------- |
| Ricky            | Charlie Rowe   | Rodrigo Saavedra                       | Bruno Coronel                                 |
| Tío Zack         | Karl Urban     | Orlando Alfaro                         | Idzi Dutkiewicz                               |
| Jade             | Angourie Rice  | Francisca Avarzua                      | Andrea Gutiérrez                              |
| Alex             | John Leguizamo | Jorge Zabaleta                         | Mario Filio                                   |
| Patch            | Justin Long    | Oscar Olivares                         | Luis Leonardo Suárez                          |
| Malgesto         | Skyler Stone   | Andrés Skoknic                         | Raúl Anaya                                    |
| Juni             | Tiya Sircar    | Ariela Yuri                            | Karla Falcón                                  |
| Locutor de radio | Clay Savage    | Eduardo Giaccardi                      | Carlos Segundo Bravo                          |
| Narradores       | N/D            | Antonio Carvallo Alessandra Barzelatto | Abdeel Silva Samantha García Monserrat García |

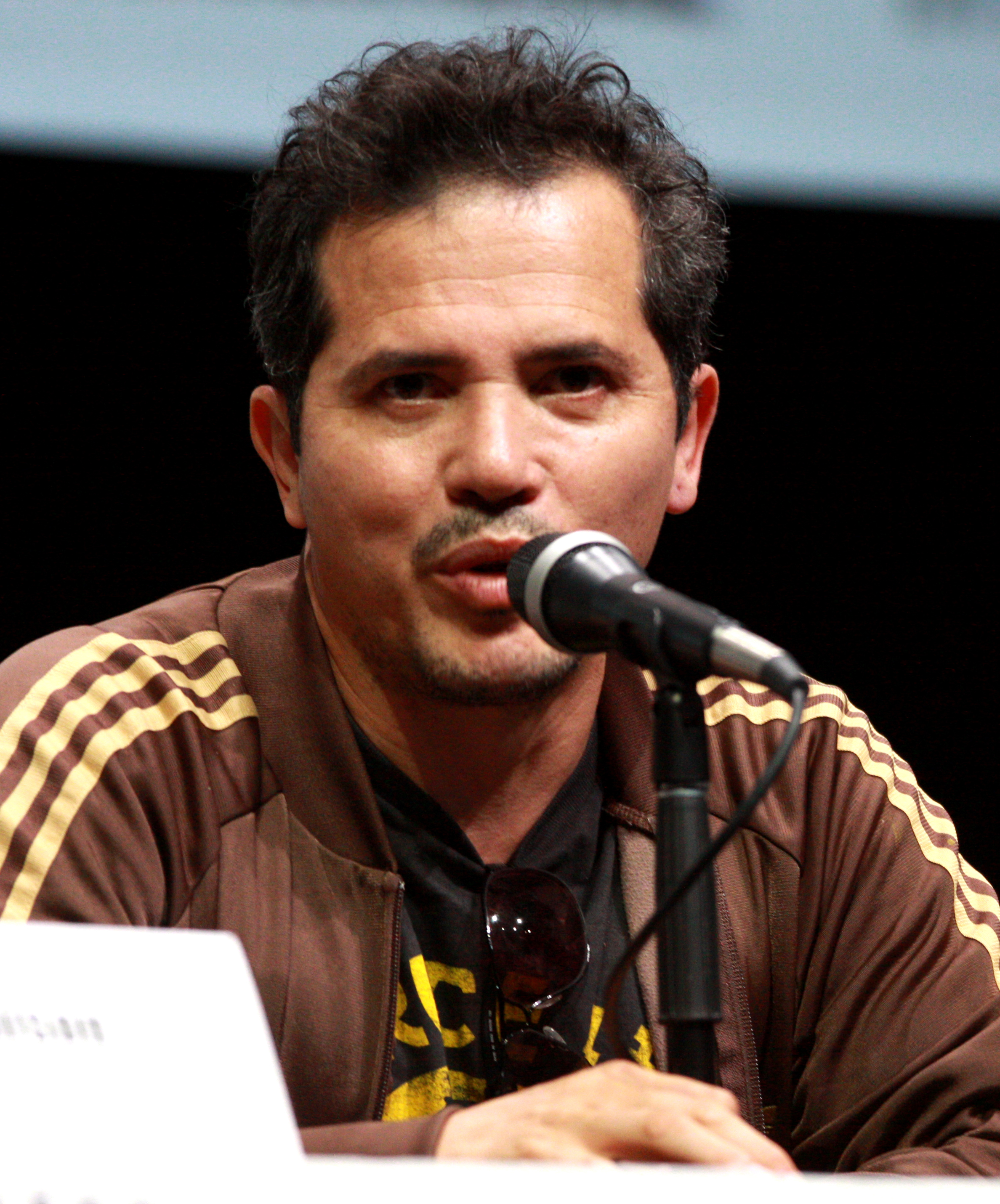
El actor John Leguizamo realizó la voz para Alex el Alexornis, quien narra la película.

En la película, la historia de los dinosaurios comienza y termina con las tomas de acción real. Leguizamo, Long, Sircar y Stone proporcionan voces para los dinosaurios animados por computadora, mientras que en las escenas del inicio y el final son protagonizadas por Karl Urban como un paleontólogo que lleva a su sobrino y sobrina, interpretados por Rowe y Rice, a un sitio de excavación de dinosaurios. Para el papel de Alex, Leguizamo comentó que él buscó disimular su propio acento y crear una voz única para Alex. Él adoptó un acento en español dado que los loros tienen un origen latinoamericano. Dijo al respecto que "lo que fue más difícil fue encontrar el tono correcto, porque Alex es un ave pequeña, pero él además es el narrador de la historia. Entonces también tenía que sonar paternal y patriarcal." Leguizamo comparó su acento al de Ricardo Montalbán, un actor mexicano. Long dijo que él fue elegido basándose en su trabajo para la ardilla Alvin en Alvin y las Ardillas (2007) y sus secuelas.
El actor surcoreano Lee Kwang-soo hizo su voz de doblaje para Corea del Sur con voz de Patch.

## Exactitud científica
La revista Variety reportó que, el "[director] Nightingale describe al proyecto como 'entretenimiento general' más que historia natural... pero muestra acertadamente los últimos descubrimientos en paleontología." Un equipo de consultores científicos y técnicos contribuyó al filme. Un miembro del equipo fue el dr. Steve Brusatte de la Universidad de Edimburgo, quien es profesor adjunto de rectoría en paleontología de vertebrados. Brusatte dijo que los cineastas se esforzaron por entender los descubrimientos sobre los dinosaurios desde el lanzamiento de Parque Jurásico en 1993, "Ellos usaron mucha de esta información que nosotros hemos aprendido en las últimas décadas, acerca de los dinosaurios emplumados, acerca de como los dinosaurios vivían en grandes grupos, cuales dinosaurios depredaban a otros, sus ambientes, y usaron esto para contar la historia."
Algunos de los dinosaurios de la película están emplumados. Brusatte dijo, "en los pasados 15 años, hemos recolectado cientos de especímenes de dinosaurios emplumados – prueba fidedigna de dinosaurios cubiertos de plumas." New Scientist reportó que "no se ha hallado aún evidencia" que sugiera que Pachyrhinosaurus o Gorgosaurus fueran emplumados. El director Cook dijo del Gorgosaurus, "Decidimos que no le pondríamos plumas a este, pero le dimos a este dinosaurio escamas iridescentes." National Geographic dijo, "Muchos paleontólogos y fanáticos de los dinosaurios están decepcionados de que los villanos computarizados del docudrama, una banda de Gorgosaurus iridiscentes, carezcan de cualquier pelo o pelusa." Gorgosaurus es un miembro de la familia de los tiranosáuridos, y la comunidad científica ha debatido si la piel emplumada fue o no una característica de la familia. Poco después de que los cineastas diseñaran a su Gorgosaurus para la película, se descubrió al tiranosauroideo Yutyrannus y tenía evidencia directa de plumas. Aunque Yutyrannus vivió hace 125 millones de años, una edad más antigua que la de Gorgosaurus (75 millones de años), la insuficiente evidencia no excluye la posibilidad de que los tiranosáuridos tuvieran piel emplumada. National Geographic también señaló que el Gorgosaurus del programa March of the Dinosaurs (2011) ya había sido representado con plumas.
El paleontólogo Anthony Fiorillo fue también consultor de la película y ayudó a determinar que dinosaurios vivieron en Alaska en esa época. Fiorillo dijo "la primera huella conocida" de un tericinosaurio en Alaska fue descubierta en 2012, lo cual fue demasiado tarde para incluirlo en la alineación de dinosaurios para el filme. El paleontólogo dijo que basado en la continua investigación de Pachyrhinosaurus perotorum, el cual él descubrió en Alaska en 2012, él pudo haber modificado su asesoramiento a los cineastas acerca del diseño del Pachyrhinosaurus de la película.
Don Lessem, un escritor que se especializa en dinosaurios, dijo que Caminando con Dinosaurios era una mejora sobre Parque Jurásico en cuanto a que los dinosaurios encajan en una época. Él encontró que muchos de los dinosaurios estaban representados de manera correcta pero también destacó la posibilidad de que Gorgosaurus tuviera plumas. Lessem afirmó que el escenario de Alaska, aunque es "un fondo espectacular", no existió en esa época, "Exceptuando a las coníferas, dicho escenario no existió en la Alaska de la era de los dinosaurios. Piensen en cambio en las periferia boscosa de Seattle. Fría y lluviosa. Sin las grandes Rocallosas. O sin mucho pasto. Y muy poca nieve o hielo."

## Criaturas representadas
- Alexornis[37]
- Alphadon[37]
- Edmontonia (identificado como un "anquilosaurio")[37]
- Chirostenotes[37]
- Edmontosaurus[37]
- Gorgosaurus[37]
- Hesperonychus[37]
- Pachyrhinosaurus[37]
- Parksosaurus[37]
- Quetzalcoatlus (identificado como un "pterosaurio")[37]
- Troodon[37]

## Mercadotecnia
20th Century Fox comercializó a Walking with Dinosaurs en los territorios en donde distribuyó el filme. También celebró un evento de lanzamiento en el Museo de Historia Natural del Condado de Los Ángeles en California. La película es una extensión de una franquicia existente que comenzó con las miniseries de la BBC y continuó con un espectáculo en vivo que usó dinosaurios animatrónicos en exposición. Dado que ya existían acuerdos de comercialización, los cineastas pudieron fácilmente lanzar mercancías de la película. Dijo Forbes "Ya hay mercadería (juguetes, cajas de almuerzo, etc.) relacionada con la película lo cual es inaudito para una película inicial."  La marca Macmillan Children's Books (bajo Macmillan Publishers) adquirió la licencia para publicar libros licenciados de la película en el Reino Unido y la Mancomunidad de Naciones. Ellos publicaron en noviembre de 2013 una guía enciclopédica de los dinosaurios de la película, un manual de la película y libros de figuras adhesivas. Travelgoods.com produjo mercadería escolar basada en el filme, y Keldan International vendió juguetes de huevos para incubar para la Navidad.
Supermassive Games desarrolló el juego Wonderbook Walking with Dinosaurs para la consola PlayStation 3. El juego fue lanzado el 13 de noviembre de 2013.

## Lanzamiento

### Ventas de distribución
IM Global, la cual representaba los derechos para distribuir la película, lo comercializó en el American Film Market en noviembre de 2010. En lo que Variety llamó uno de los "mayores acuerdos en años", la 20th Century Fox consiguió los derechos para distribuir la película en Estados Unidos, Reino Unido, Francia, Australia, Japón, Corea del Sur, Latinoamérica y otros territorios. Variety reportó que "Fuentes confidenciales dicen que es seguro que las preventas cubren si no todo, la mayor parte del presupuesto para la película." Para otras zonas, Constantin Film consiguió los derechos de distribución para Alemania, Alliance Films para Canadá, Aurum para España, y Dutch Film Works para Bélgica, los Países Bajos y Luxemburgo. Entertainment One adquirió a Alliance y a Aurum en enero de 2013, lo cual rehízo los derechos de distribución.

### Taquilla
Walking with Dinosaurs fue estrenada el 14 de diciembre de 2013 en el Festival internacional de cine de Dubái. La distribuidora 20th Century Fox también organizó una exhibición especial de la película en la ciudad de Nueva York el 15 de diciembre de 2013. Fue distribuida luego en teatros de Estados Unidos y el Reino Unido el 20 de diciembre de 2013. En Australia y Nueva Zelanda comenzó su exhibición en salas el 1 de enero de 2014.
La distribuidora 20th Century Fox concentró su publicidad en los niños pequeños. También fue publicitada como una película para niños en la misma forma que Avatar (2009) lo era para adultos. Antes del lanzamiento de la película, la revista Forbes señaló que en Estados Unidos, Walking with Dinosaurs era el único lanzamiento  "amigable con los niños" que llegaría en diciembre de 2013. The Wall Street Journal dijo al respecto, "Walking with Dinosaurs... es el único lanzamiento nuevo dirigido a los niños y se espera que acuda principalmente a los más jóvenes". Box Office Mojo comentó en su pronóstico de diciembre de 2013, "Este debería ser un negocio sólido entre las familias con niños pequeños, aunque en una temporada sumamente competitiva esta es la clase de película que puede quedar fuera de vista". Se predijo que Walking with Dinosaurs podría recaudar US$11.8 millones en el fin de semana y quedar en la sexta posición en el listado de taquillas. ComingSoon.net predijo que un fin de semana atestado de películas, Walking with Dinosaurs recaudaría US$6.8 millones el fin de semana y quedaría en la séptima posición en la taquilla. TheWrap dijo que los analistas de taquillas predecían un estreno el fin de semana "de menos de diez millones".
La película fue lanzada en 3,231 teatros en Estados Unidos, con el 84% de los mismos en formato 3D. En el fin de semana de estreno en Estados Unidos, recaudó US$7.1 millones y quedó de octavo en taquilla. De acuerdo con la firma encuestadora CinemaScore, las audiencias le dieron a la película una calificación de "B". La distribuidora 20th Century Fox había anticipado que en el estreno se recaudaran entre US$10 a US$12 millones. The Hollywood Reporter dijo, "Walking with Dinosaurs es la primera gran decepción de la temporada navideña." Fue superada por el competitivo filme familiar Frozen, el cual quedó en tercera posición en las taquillas y había estado en los teatros por un mes. Por fuera de Estados Unidos, Walking with Dinosaurs fue lanzada en 40 mercados en el mismo fin de semana de estreno. Recaudó US$13.8 millones, de los cuales US$1.6 millones fueron recaudados en el Reino Unido.
Para abril de 2014, Walking with Dinosaurs había recaudado US$36.1 millones en Estados Unidos y Canadá y US$94.5 millones en otros territorios para un total mundial de US$130.6 millones. The Hollywood Reporter en enero de 2014 dijo que el desempeño global de la película en las taquillas era decepcionante y era probable que solo llegara a obtener algo más de US$125 millones, lo que significaría "una pérdida potencial en decenas de millones para los financistas". Se reportó sobre la respuesta de los financistas acerca de las pérdidas anticipadas, "Ellos sostienen que se quebrarán incluso con los patrocinadores, la mercadería, las exenciones fiscales y las preventas extranjeras en territorios en los que Fox no distribuyó el filme." Fox también pudo haber evitado una pérdida dado que no cubrió nada del presupuesto de producción y obtendría una comisión por la distribución.

### Crítica
The Wall Street Journal reportó que los críticos de cine pensaban que "los majestuosos efectos visuales [de la película] son gravemente socavados por la narración vulgar". Según The Hollywood Reporter, "Muchos críticos han ridiculizado el tono juvenil de las voces en los diálogos... también notando que los labios de los animales no se mueven." La página Metacritic, que recoge reseñas sobre películas, le dio una puntuación promediada de 37 sobre 100, lo cual se dijo que indica reseñas "generalmente poco favorables". Este sitio incluyó a 21 críticas y estableció que 10 reseñas eran negativas, seis mixtas, y cinco positivas. Un sitio similar, Rotten Tomatoes calificó a la película con un 25% basándose en 67 reseñas calificadas como positivas o negativas. De estas 50 se califican como negativas y 17 positivas. De acuerdo con este sitio, "Walking with Dinosaurs presume de una meticulosa brillantez visual, pero esta es infortunadamente empañada por su guion torpe que es dominado por el humor juvenil." También reportó, "Los expertos dicen que los cineastas parecen haberse preocupado de que el enfoque de cuasidocumental de naturaleza podría repugnar a los más jóvenes, pero la narrativa está tan mal ejecutada que el resultado final no es muy entretenido, y mucho menos educativo."
Mark Adams de Screen International dijo que Walking with Dinosaurs funcionaba como "una película infantil para jóvenes dinofanáticos". Adams elogió los efectos especiales en 3D diciendo que son "envolventes e impresionantes" pero pensó que las audiencias podrían frustrarse por "su historia más bien simplista". Según dijo, "El intento de la película por hacer la historia clara y accessible a veces se sienta incómodamente junto a la espectacular animación computarizada." Michael Rechtshaffen, reseñando para The Hollywood Reporter, también aprobó los efectos, llamándolos "de primera calidad". Este crítico sin embargo se quejó de que el diálogo añadido era "superfluo" y que era "seguro suponer que esta superposición se añadió a posteriori" por los ejecutivos del estudio. Dijo Rechtshaffen, "Aunque el argumento... sigue un curso seguramente predecible... Este diálogo forzado, innecesario y mayormente sin gracia — excepto por el animado estilo de Leguizamo con las palabras — llega a ser distractivo por lo soso."
Dan Jolin en Empire criticó con dureza a Walking with Dinosaurs por ser "insípida, anodina, pseudoeducativa y ofensivamente antropomorfizada". Jolin aplaudió los efectos visuales pero dijo que "la decisión de insertar chirriantes canciones pop y voces a los dinosaurios principales" eclipsa a los efectos. Tom Meek, en su reseña para Paste, también alabó los efectos denominándolos "una maravilla visual" pero desestimó "las voces animales y los personajes cursis". Aparte de aspectos interesantes como la línea "Pensar por fuera del nido" y la canción "Tusk" de Fleetwood Mac, Meek estuvo decepcionado por el diálogo y las elecciones musicales. Brian Switek, en su reseña para National Geographic, dijo que las voces arruinaron la película. Él comentó que mientras que películas con dinosaurios como The Land Before Time y You Are Umasou eran filmes infantiles con diálogos significativos, Walking with Dinosaurs en cambio tiene diálogos que son "vacuos y no solo carecen de peso emocional, sino que de hecho drenan cualquier emoción que la audiencia pueda sentir por los personajes". Switek concluyó que la película podría ser redimida si su lanzamiento en formato doméstico incluyera la opción de verla sin el diálogo.

### Lanzamiento en formato doméstico
Walking with Dinosaurs fue lanzado en DVD y Blu-ray en los Estados Unidos el 25 de marzo de 2014. Quedó en tercera posición tanto en ventas de Blu-ray como las ventas combinadas de DVD y Blu-ray. Quedó por debajo de Frozen, la cual estaba en su segunda semana de lanzamiento doméstico, y de El lobo de Wall Street, la cual también estaba en su primera semana. Cerca del 35% de las ventas de Walking with Dinosaurs vinieron de ventas de Blu-ray. Cerca del 4% de sus ventas totales fueron de discos de Blu-ray en 3-D.
El disco de Blu-ray en 3D de Walking with Dinosaurs incluye entre sus contenidos adicionales una "Edición Cretácica" (Cretaceous Cut) de la película que omite las voces en off.